# Dichocoenia
Genre
Dichocoenia est un genre de coraux durs de la famille des Meandrinidae.

## Liste d'espèces
Le genre Dichocoenia comprend les espèces suivantes :
| Selon World Register of Marine Species (6 juillet 2015) : - Dichocoenia stellaris Milne Edwards & Haime, 1848 - Dichocoenia stokesii Milne Edwards & Haime, 1848 | Selon ITIS (6 juillet 2015) : - Dichocoenia stellaris Milne-Edwards & Haime, 1848 - Dichocoenia stokesi Milne-Edwards & Haime, 1848 |